# 小行星22855
小行星22855（22855 Donnajones）是一颗绕太阳运转的小行星，为主小行星带小行星。该小行星于1999年9月9日发现。

## 轨道参数
小行星22855的轨道半长轴为2.5703528 UA，离心率为0.110。